# Camillo Cibo

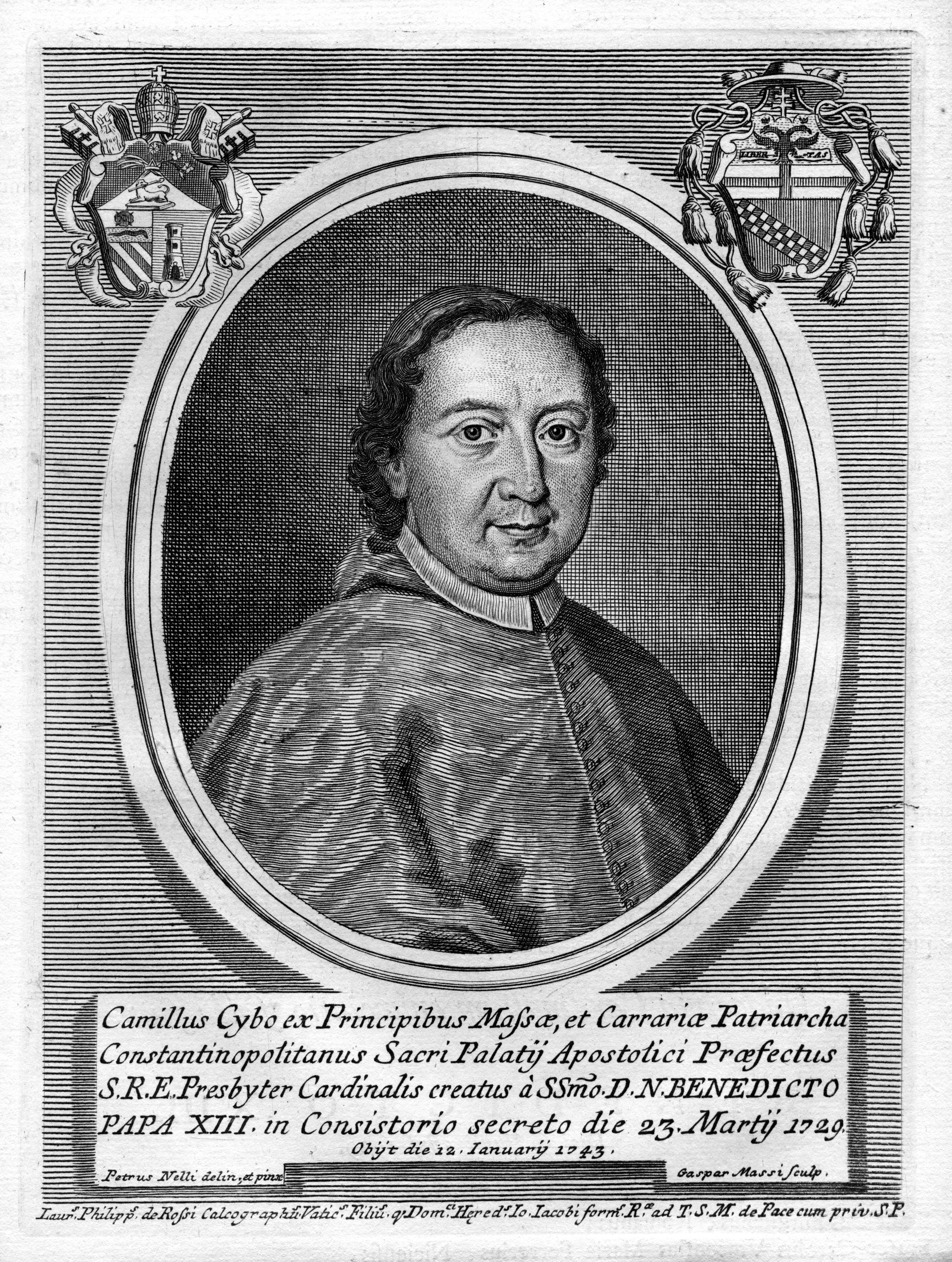
Camillo Kardinal Cibo (Camillus Cybo). Stich von Gasparo Massi nach Pietro Nelli

Camillo Cibo (auch Cybo, * 25. April 1681 in Massa, Herzogtum Massa; † 12. Januar 1743 in Rom, Kirchenstaat) war Kardinal der Römischen Kirche.

## Leben
Camillo Cibo, ein Urgroßneffe von Papst Innozenz X., wurde als Zwölfjähriger zu seinem Großonkel Odoardo Cibo nach Rom entsandt, um dort auf eine kirchliche Karriere vorbereitet zu werden. Er studierte an der Universität La Sapienza und wurde dort 1702 zum Doctor iuris utriusque promoviert. Im Oktober 1701 stellte er sich in Anwesenheit von Papst Clemens XI. einer theologischen Disputation über das Wirken des Thomas von Aquin. Am 5. Juli 1705 empfing Cibo die Priesterweihe. Im Dezember desselben Jahres wurde er Präsident der Apostolischen Kammer. Ab August 1707 war er als Präfekt für deren notarielle Archive verantwortlich. 1710 wollte ihn Clemens XI. zum Bischof von Spoleto ernennen, Cibo lehnte dies jedoch ab.
Im April 1717 wurde Cibo zum Präsidenten der Grascia ernannt, jenem Zweig der kirchenstaatlichen Organisation, der die Versorgung mit Lebensmitteln sicherstellte. Durch die mit diesem Amt verbundene Belastung verschlechterte sich jedoch sein Gesundheitszustand, sodass er sein Amt schon Anfang des Folgejahres niederlegte und stattdessen Generalauditor der Apostolischen Kammer wurde. Am 11. Februar 1718 wurde Camillo Cibo zum Titularpatriarchen von Konstantinopel ernannt. Die Bischofsweihe spendete ihm am 24. desselben Monats Kardinalstaatssekretär Fabrizio Paolucci, kurz darauf folgte die Berufung zum Päpstlichen Thronassistenten. Als Generalauditor organisierte er 1720 im Auftrag des Papstes einen Prozess gegen Kardinal Giulio Alberoni wegen dessen Beteiligung an der Verschwörung von Cellamare. Clemens XI. starb jedoch, bevor der Prozess eröffnet werden konnte. Cibo selbst legte unter dem neuen Papst Innozenz XIII. im November 1721 sein Amt nieder und zog sich in die Nähe von Spoleto zurück.
Papst Benedikt XIII. holte ihn nach Rom zurück und ernannte ihn im Juli 1725 zum Präfekten des Apostolischen Palastes. Er strebte unter anderem eine strengere Buchhaltung im päpstlichen Haushalt an, was ihn in Konflikt mit Kardinal Niccolò Coscia brachte. Dadurch wurde 1726 Cibos Ernennung zum Kardinalstaatssekretär verhindert.
Am 23. März 1729 nahm ihn Benedikt XIII. als Kardinalpriester von Santo Stefano al Monte Celio ins Kardinalskollegium auf. Kardinal Cibo nahm am Konklave des Jahres 1730 teil, das Clemens XII. zum Papst wählte, musste dieses aber gesundheitsbedingt verlassen. Clemens XII., den Kardinal Cibo im Konklave unterstützt hatte, ernannte ihn im Oktober 1730 zum Großprior des Malteserordens. Cibo legte das Amt im Februar 1731 unerwartet nieder und zog sich aufgrund finanzieller Probleme aus der Öffentlichkeit zurück. Er widmete sich jetzt literarischen Studien und verfasste eine zehnbändige Autobiografie. Im selben Jahr optierte er auf die Titelkirche Santa Maria del Popolo. 1740 trat Camillo Cibo das letzte Mal öffentlich in Erscheinung, als er am Konklave teilnahm, das Benedikt XIV. zum Papst wählte. Er starb Anfang 1743 an einer Gichterkrankung und wurde in seiner letzten Titelkirche Santa Maria degli Angeli beigesetzt, auf die er 1741 optiert hatte.
Der Komponist Pietro Locatelli, von Camillo Cibo gefördert, widmete diesem 1721 sein erstes gedrucktes Werk, die XII Concerti grossi à Quatro è à Cinque.